# Whitney Harris
Whitney R. Harris (* 12. August 1912 in Seattle; † 21. April 2010 in St. Louis) war ein amerikanischer Jurist. Er war einer der Ankläger im Nürnberger Prozess gegen die Hauptkriegsverbrecher. Nach seiner Zeit in Deutschland lehrte er Rechtswissenschaft an der Southern Methodist University. Er arbeitete als Justitiar und publizierte über die Nürnberger Prozesse und den Internationalen Strafgerichtshof.

## Leben und Werk
Whitney Harris studierte an der University of Washington in seiner Heimatstadt Seattle, wo er 1933 den B.A. erhielt. Sein Studium an der Law School von Berkeley schloss er 1936 mit dem J.D. ab. Im selben Jahr wurde er nach einer Prüfung (bar exam) als Anwalt in Kalifornien zugelassen. Von 1936 bis 1942 praktizierte er als Rechtsanwalt in Los Angeles.
Anfang 1942 – nach dem Angriff auf Pearl Harbor – trat Harris als Ensign in die US Navy ein. wo er bis 1945 als Offizier (line officer) diente. Kurz vor Kriegsende stellte ihn die Navy für einen Sondereinsatz an das Office of Strategic Services (OSS) ab. Harris hatte inzwischen den Dienstgrad 1st Lieutenant, seine Aufgabe im OSS war die Untersuchung von Kriegsverbrechen der Achsenmächte auf dem Europäischen Kriegsschauplatz. Das OSS unter Bill Donovan war ebenso wie die Organisation von Robert H. Jackson (Office of the U.S. Chief of Counsel for the Prosecution of Axis Criminality, OUSCCPAC ab Oktober 1946 Office of Chief of Counsel for War Crimes, OCCWC) mit der Aufklärung und Verfolgung der Verbrechen der „Hauptkriegsverbrecher“ befasst. Dadurch ergab sich eine institutionelle Rivalität zwischen Donovan und Jackson in der Vorbereitung der Anklage für den Nürnberger Prozess, die beim Näherrücken des Prozessbeginns im Wesentlichen zugunsten von Jackson ausging, der einen großen Teil seines Personal vom OSS rekrutierte. Im August 1945 wechselte Harris in den Stab von Robert H. Jackson, wo er bis zum 1. Oktober 1946 als Staatsanwalt arbeitete. Sein Aufgabengebiet im Nürnberger Hauptkriegsverbrecherprozess war die Anklage gegen Ernst Kaltenbrunner, die Gestapo und den SD.
Nach Ende seiner Militärdienstzeit kehrte Harris in die Staaten zurück und lehrte an der Law School der Southern Methodist University. Nachdem er zwischenzeitlich als Staff Director für die Zweite Hoover-Kommission in Washington DC gearbeitet hatte, wurde er 1954 zum ersten Executive Director der American Bar Association ernannt. Danach arbeitete Harris als Justitiar für die Telefongesellschaft Southwestern Bell, und betrieb seine eigene Kanzlei in St. Louis. 1998 nahm er als Delegierter an der Staatenkonferenz in Rom teil, die das Rom-Statut verabschiedete, die Grundlage für den Internationalen Strafgerichtshof in Den Haag. Harris wurde für seine Arbeit in Nürnberg mit dem hohen amerikanischen Orden Legion of Merit ausgezeichnet. Der deutsche Bundespräsident Richard von Weizsäcker zeichnete ihn am 30. Oktober 1984 mit dem Bundesverdienstkreuz 1. Klasse aus. Harris starb mit 97 Jahren in seinem Haus in Fontenac, einem Vorort von St. Louis. Drei Jahre zuvor war erstmals Krebs diagnostiziert worden.

## Veröffentlichungen
- Tyranny on Trial: the Evidence at Nuremberg. Southern Methodist University Press, Dallas 1954. (Erweiterte Neuausgabe erschien 1999, ISBN 0-87074-437-2.)
  - Tyrannen vor Gericht: das Verfahren gegen die deutschen Hauptkriegsverbrecher nach dem Zweiten Weltkrieg in Nürnberg 1945–1946. Übersetzung Christoph Safferling und Ulrike Seeberger. Berliner Wissenschafts-Verlag, Berlin: BWV, 2008, ISBN 978-3-8305-1593-7
- The Tragedy of War. Robert H. Jackson Center, Jamestown (NY) 2004.[7]
- Murder by the Millions: Rudolf Höß at Auschwitz. Robert H. Jackson Center, Jamestown (NY) 2005.[7]